# Clytie moses
Clytie moses är en fjärilsart som beskrevs av Otto Staudinger 1894. Clytie moses ingår i släktet Clytie och familjen nattflyn. Inga underarter finns listade i Catalogue of Life.